# Neobisium boneti
Espèce
Neobisium boneti est une espèce de pseudoscorpions de la famille des Neobisiidae.

## Distribution
Cette espèce est endémique de Navarre en Espagne. Elle se rencontre à Abaurregaina dans la grotte Cueva de Mauloetxea.

## Description
L'holotype mesure 2,5 mm.

## Étymologie
Cette espèce est nommée en l'honneur de Federico Bonet Marco.

## Publication originale
- Beier, 1931 : Zur Kenntnis der troglobionten Neobisien (Pseudoscorp.). Eos, vol. 7, p. 9-23 (texte intégral).